# یوری اسکوبوف
یوری اسکوبوف (روسی: Юрий Георгиевич Скобов؛ زادهٔ ۱۳ مارس ۱۹۴۹) منطقه بریانسک اسکی‌باز صحرانوردی اهل اتحاد جماهیر شوروی سوسیالیستی بود.
او قهرمان یازدهمین بازی های المپیک در مسابقه 4×10 کیلومتری در ساپورو در سال 1972 و همچنین دارنده مدال نقره مسابقات جهانی سال 1974 است 